# Mei Zhi
Mei Zhi (Nanchang, 22 de junio de 1914 – Pekín, 8 de octubre de 2004) fue una escritora de literatura infantil y ensayista china.

## Biografía
Mei Zhi nació en Nanchang provincia de Jiangxi en 1914, era la hija mayor de una familia formada por tres hijos. Mei se unió a la Liga de Escritores de Izquierda en Shanghái en 1932 donde conoció a su futuro marido quien también era miembro de este grupo, Hu Feng, en 1933 cuando regresó después de haber sido deportado a Japón y los dos se casaron a finales de año. Vivieron en Shanghái, donde su casa se convirtió en un lugar de encuentro para otros miembros de la Liga. Mei publicó su primer volumen en 1934 titulado Shoushang zhi ye (en chino, 受伤之夜).
Durante la segunda guerra sino-japonesa, se mudó con su familia primero a Wuhan y luego a Chongqing (la capital del gobierno nacionalista durante la guerra). Mientras se mudaban, Hu aumentó el número de publicaciones de su revista literaria Qi Yue (en chino, 希望), que Mei editó, también editó la revista Xiwang (en chino, 希望). En 1941, huyó con su familia a Hong Kong, que pronto cayó en manos de los japoneses, tras lo cual se mudaron a Guilin. En 1946, la familia regresó a Shanghái, donde Mei permaneció con sus tres hijos hasta 1949.

### Arresto
En mayo de 1955, tanto Mei como Hu fueron arrestados por actividades contrarrevolucionarias. El presunto delito de Mei fue haber transcrito el libro de Hu, Sanshi fangyan (en chino, 三十方言). Fue liberada en 1961 tras la muerte de su madre, pero sólo se le permitió visitar a Hu en prisión en 1965. Su esposo fue finalmente liberado a finales de 1965 y la pareja fue enviada a vivir a Chengdu a principios de 1966, bajo supervisión del Departamento de Seguridad Pública Municipal de Sichuan. En agosto, con el inicio de la Revolución Cultural, los dos fueron nuevamente arrestados e internados en un campo de prisioneros que producía té en el condado de Lushan en la provincia de Sichuan. Más tarde, Hu fue encarcelado y con frecuencia enfermaba, por lo que llevaron a su esposa a la prisión de Dazhou donde estaba internado y la obligaron a cuidarlo.

### Rehabilitación
En 1979, fue rehabilitada y se le permitió regresar a Chengdu. En 1980, recibió permiso oficial para llevar a su esposo a Pekín con el fin de ayudarlo con su enfermedad mental cada vez más grave. Hu murió en 1985, tras lo cual Mei escribió varias memorias detallando sus experiencias en prisión.
Mei se unió a la Asociación de Escritores de China en 1982 y falleció el 8 de octubre de 2004 a los 90 años de edad en Pekín.

## Obras publicadas

### Literatura infantil
- 梅志童话诗集 [Una antología de cuentos infantiles de Mei Zhi] (en chino). Hunan: Hunan Shaonian Ertong Chubanshe. 1984.
- 中国童话百家：听来的童话 [Muchas escuelas de cuentos infantiles chinos: cuentos que escuché] (en chino). Pekín: Zhongguo Shaonian Ertong Chubanshe. 1991.
- 小麵人求仙紀 [Cuento de fideos pequeños que buscó un inmortal] (en chino). Guilin: Guilin Sanhu Tushushe. 1943.

### Memorias
- F: Hu Feng's Prison Years (Gregor Benton, trad.) (en inglés). Londres: Verso. 2013. ISBN 978-1-84467-967-6.
- 胡风沉冤录 [Un registro de las injusticias contra Hu Feng] (en chino). Beijing: Kexue Chubanshe. 1989.
- 胡风传 [Una biografía Hu Feng] (en chino). Pekín: Beijing Shiyue Wenyi Chubanshe. 1998. ISBN 978-7-5302-0483-2.
- 在高墙内 [Dentro de altos muros] (en chino). Pekín: Gongren Chubanshe. 1989.
- 伴囚记 [Acta de Acompañamiento de un Prisionero] (en chino). Pekín: Gongren Chubanshe. 1988.

## Legado
La actriz china Yuan Quan interpretó el papel de Mei Zhi en la película The Golden Era de 2014.